# Burg Oberstaad
Die Burg Oberstaad, auch Schloss Oberstaad genannt, ist eine Burg an der südlichsten Stelle der Halbinsel Höri oberhalb des Untersee-Ufers des Bodensees bei der Gemeinde Öhningen im Landkreis Konstanz in Baden-Württemberg.

## Geschichte
Die Niederungsburg (Uferburg) wurde vermutlich um 1200 von den Herren von Hohenklingen erbaut; um 1230 bis 1250 wurde vermutlich der Palas erbaut. Bis 1446 war die Burg im Besitz Albrecht von Klingenbergs. Während des Schweizerkrieges im März 1499 brannte die Burg aus und wurde nach 1499 wieder aufgebaut. 1501 erwarb Konrad Egli zu Herdern die Burg Oberstaad vom Vorbesitzer Peter Maßlin von Granegg, Bürger zu Konstanz, der sie mit Kaufbrief vom 21. Dezember 1491 erworben hatte. Nach zehn Jahren erwarb das Kloster Öhningen die Anlage, die sie an Bilgeri von Landenberg zu Hohenlandenberg veräußern wollte, den Kaufpreis aber von diesem nicht erhielt, so dass um einen geringen Aufschlag die Burg Oberstaad 1516 an Junker Sebastian von Mandach kam. Die Burg blieb in Mandacher Besitz bis 1608, als die Witwe Anna Benigna Reichlin von Meldegg, geb. von Mandach, die Burg dem Kloster Einsiedeln überließ. Nach weiteren 15 Jahren erwarb der Obervogt des Deutschordens Elsaß-Burgund der Herrschaft Blumenfeld, Johann Heinrich Ruch von Wynida, das Anwesen von Abt Augustin.
1608 bis 1609 wurden die Wohnräume erneuert. Die Burg war 1711 für 7000 Gulden vom Obervogt des Deutschordens, Herr zu Worblingen und Salenstein, Johann Franz von Liebenfels, in den Besitz des Klosters Muri gekommen, dann aber wegen geringen Ertrages an Joseph Anton Rüpplin zu Kefikon verkauft worden. Von dessen Sohn Nicolaus Maxim Joseph kam die Burg Anfang 1773 in den Besitz von Joseph Rudolf Valentin Meyer. 1793 erwarb Freiherr Karl Alexander Ifflinger von Granegg (* 1735 in Friedingen) die Burg Oberstaad. Der Familie Ifflinger gehörten bereits mehrere Ansitze am Untersee, so das Schloss Glarisegg, das er deshalb verkaufte, und Schloss Gottlieben bei Konstanz. Seine Mutter, eine Freifrau Beck von und zu Willmendingen, wohnte vermutlich auch hier. Von den Ifflingern erwarb 1821 Baron Felix Karl von Lenz die Burg. In dieser Zeit (1827) ereignete sich ein Doppelmord. Danach (1830) war die Burg im Besitz der Familie Wehrle. 1863 brannte der Wohnturm. Der Turm sollte abgerissen werden. 1886 bis 1969 war die Burg im Besitz der Familie Sallmann, ab 1969 im Besitz der Firma Schiesser und wurde 1972 bis 1973 weiter ausgebaut.
Die Burganlage zeigt einen rechteckigen Wohnturm mit Satteldach und leitet ihren Namen von „ober Staad“ ab, was oberhalb des Gestades, des Ufers, bedeutet. Heute befinden sich in der Burg Büro- und Seminarräume, die vom Institut für die Geschichte und Zukunft der Arbeit genutzt werden.